# Wildstrubel
Der Wildstrubel ist eine vergletscherte Gebirgsgruppe der Berner Alpen in der Schweiz. Er liegt zwischen Lenk und Adelboden im Norden sowie dem Rhonetal im Süden. Ein historischer Name für ihn lautet Breiteis. Obwohl er dem Hauptkamm der Berner Alpen nördlich vorgelagert ist, verläuft über ihn die Grenze zwischen den Kantonen Bern und Wallis, die hier über den Gemmipass nach Norden ausgreift.

## Geographie

Luftbild aus 400 m von Walter Mittelholzer (1925)

Der Wildstrubel besteht aus drei nahezu gleich hohen Gipfeln (von Westen nach Osten):
- eigentlicher Wildstrubel (3244 m ü. M.), auch „Lenkerstrubel“ genannt
- Mittelgipfel (3243 m ü. M.)
- Grossstrubel (3243 m ü. M.)

Nach Westen und Norden fällt der Wildstrubel steil ab; an der Südostflanke befindet sich der Wildstrubelgletscher, der über die Lämmerenalp zum Daubensee entwässert wird. An seiner Südflanke liegt der ausgedehnte Glacier de la Plaine Morte.
Nach Nordwesten vorgelagert ist das Ammertenhorn mit 2665 m ü. M.
Das ganze Massiv des Wildstrubels ist eine verkarstete Gegend ohne nennenswerte oberirdische Abflüsse. Zwei beeindruckende Quellen entspringen dem Fuss des Massivs: die Simmenquelle(n) am Retzliberg oberhalb von Lenk, sowie die Source de la Liène über dem Rawilstausee im Wallis, die gleich einem Wasserhahn direkt aus einer senkrechten Felswand sprudelt.

## Erstbesteigung
Die Erstbesteigung erfolgte am 11. September 1858 durch Leslie Stephen, T. W. Hinchliff und Melchior Anderegg.